# Huntesperrwerk

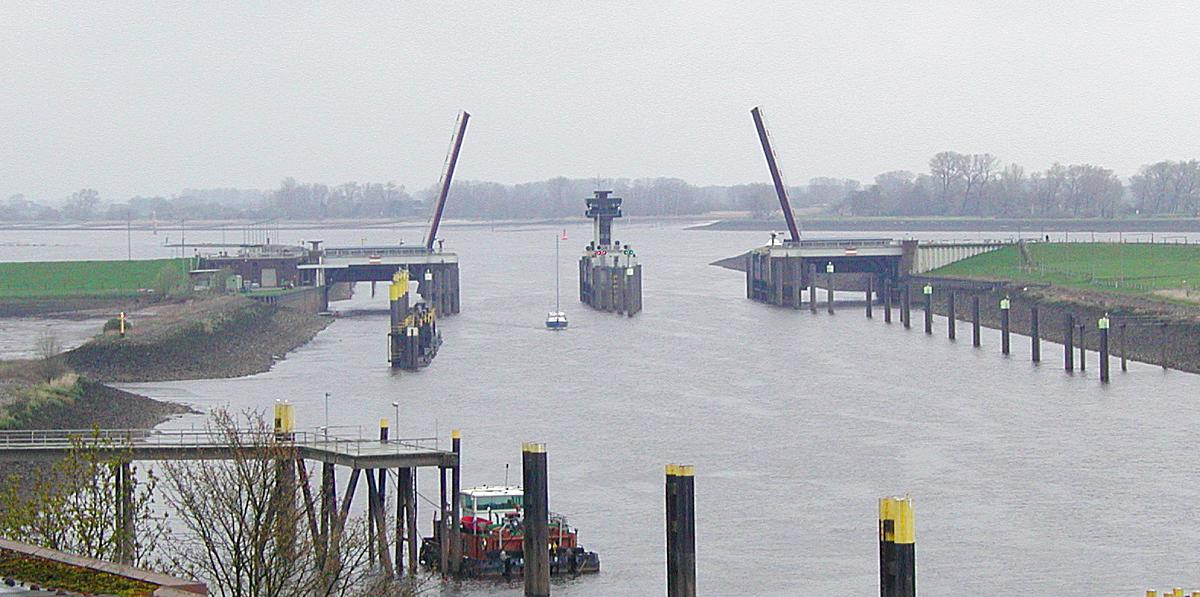
Huntesperrwerk (Blick über die Hunte Richtung Weser)

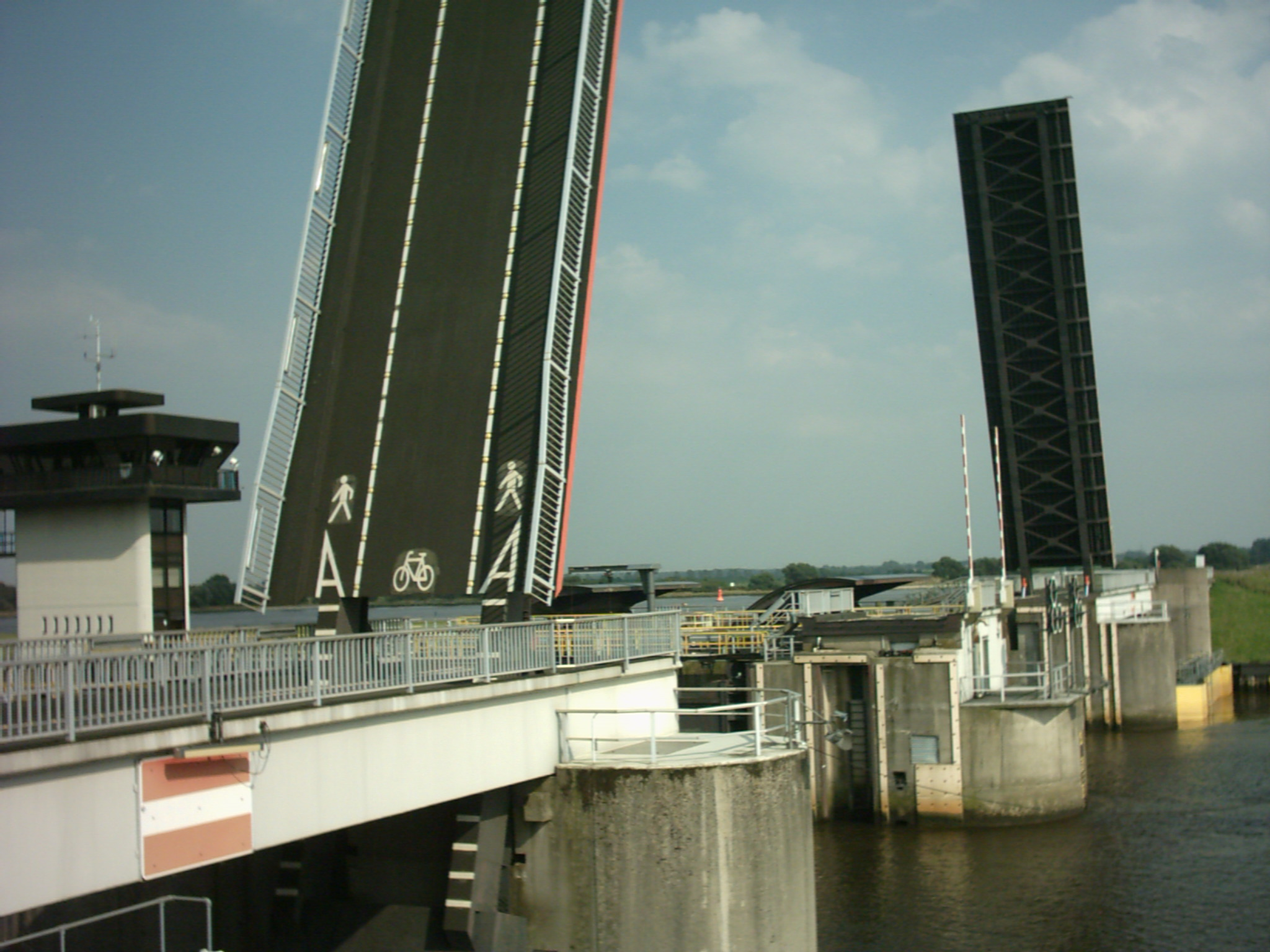
Huntesperrwerk

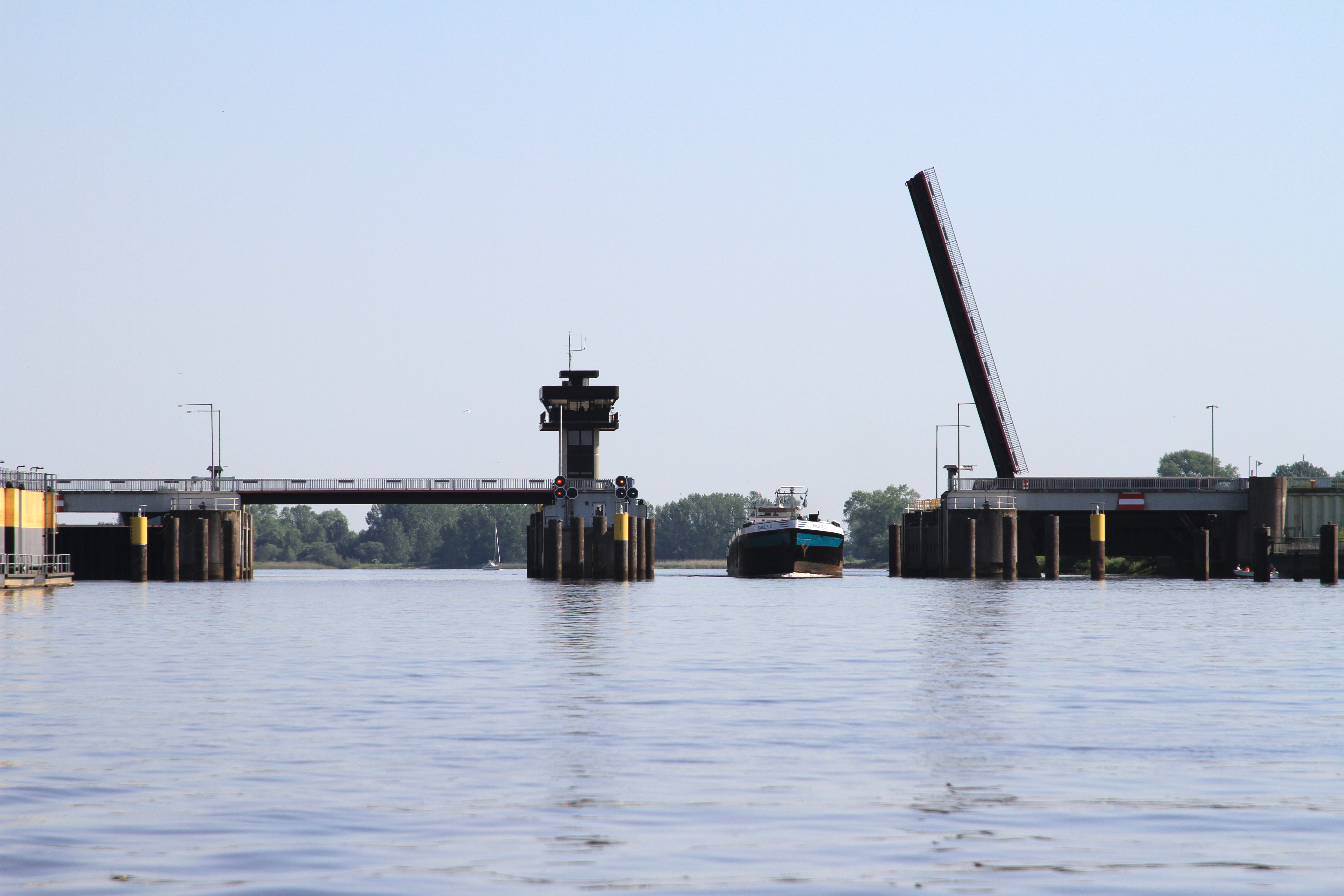
Huntesperrwerk von der Hunte aus gesehen mit geöffnetem östlichen und geschlossenem westlichen Teil der Betriebsbrücke

Das Huntesperrwerk bei Elsfleth an der Mündung der Hunte in die Weser dient insbesondere bei Sturmfluten dem Hochwasserschutz der Hunteniederung zwischen der Huntemündung und Oldenburg und damit auch dem Hochwasserschutz der Städte Oldenburg und Elsfleth.
Neben dem Huntesperrwerk wurden in den 1970er-Jahren im Unterweserraum zwei weitere Sperrwerke realisiert, das Lesumsperrwerk zwischen den Nordbremer Stadtteilen Vegesack und Burglesum sowie das Ochtumsperrwerk bei Lemwerder-Altenesch.
Das Huntesperrwerk wurde von der Wasser- und Schifffahrtsverwaltung des Bundes (WSV) und den nachgeordneten Dienststellen, der Wasser- und Schifffahrtsdirektion Nordwest und dem damaligen Wasser- und Schifffahrtsamt Oldenburg geplant. Betreiber des Sperrwerks ist der Niedersächsische Landesbetrieb für Wasserwirtschaft, Küsten- und Naturschutz (NLWKN) mit der Betriebsstelle Brake.
Das Huntesperrwerk wurde von 1976 bis 1979 gebaut und am 1. Oktober 1979 in Betrieb genommen. Es ist insgesamt 119 Meter breit und besteht aus zwei Schifffahrtsöffnungen (eine für jede Fahrtrichtung) mit je 26 Meter Breite sowie zwei beidseitig angeordneten Stromöffnungen, die je 20 Meter breit sind. 
Die Schifffahrtsöffnungen können mit zweiteiligen Stemmtoren, die Stromöffnungen mit konvex gebogenen Sperrtoren verschlossen werden.
Über dem Sperrwerk befindet sich eine Betriebsbrücke, die über den Schifffahrtsöffnungen als Rollklappbrücke ausgelegt ist. Die beiden Brücken über die Schifffahrtsöffnungen sind 32 Meter lang und können nahezu vertikal nach oben gehoben werden. Dadurch kann das Huntesperrwerk durch die beiden in der Mitte des Sperrwerks liegenden Schifffahrtsöffnungen fast ständig von der Schifffahrt passiert werden. Die Brücken über den Stromöffnungen sind fest.
Sofern der Schiffsverkehr es zulässt, werden die Brücken tagsüber jeweils zur vollen Stunde für fünf Minuten geschlossen, damit Fußgänger und Fahrradfahrer zum Elsflether Sand, einer durch die Weser-Eindeichung entstandenen Halbinsel zwischen Hunte und Weser, gelangen können.
Um die Schifffahrt auf der Hunte so wenig wie möglich zu behindern, ist das Huntesperrwerk normalerweise geöffnet. Das Sperrwerk wird geschlossen, wenn auf der Weser Wasserstände von NN +3,0 Meter (das entspricht Wasserständen von 0,9 Meter über dem mittleren Hochwasser) oder höher erwartet werden. Der Schließvorgang beginnt dabei erst bei auflaufender Tide, wenn am Sperrwerksaußenpegel ein Wasserstand von NN +2,80 Meter erreicht ist. Wenn jedoch sicher ist, dass der Scheitelwert des Hochwassers NN +3,1 Meter nicht übersteigt, kann im Interesse der Schifffahrt auch auf ein Schließen des Sperrwerks verzichtet werden.
Muss das Huntesperrwerk für längere Zeit geschlossen werden, kann das Wasser aus der Hunte nicht abfließen. Um die Überflutung bebauter oder anderweitig genutzter Flächen zu verhindern, sind unterhalb von Oldenburg Überflutungsflächen vorgesehen, die das Wasser aufnehmen können. Diese Polder können auch bei sehr hoch auflaufendem Hochwasser überflutet werden, wenn ein Schließen des Sperrwerks noch nicht nötig ist.
Das Sperrwerk konnte bis zum Jahr 2022 über eintausend Mal Überflutungen vermeiden.

## Technische Daten
- Breite des Sperrwerks: 119 Meter
- Breite der Schifffahrtsöffnungen: je 26 Meter
- Breite der Seitenöffnungen: je 20 Meter
- Höhe der Pfeiler (über Sohle): je 53,6 Meter
- Länge der Rollklappbrücken: je 32 Meter
- Verschluss der Schifffahrtsöffnungen: je 12,7 Meter hoch
- Verschluss der Seitenöffnungen: je 12,4 Meter hoch
- Schließzeiten:
  - Verschlüsse: je 5 Minuten
  - Brücken: je 2 Minuten

Auf eine ursprünglich geplante Schleuse für die Schifffahrt wurde beim Huntesperrwerk verzichtet, da die Schließzeiten in der Regel relativ kurz gehalten werden können und so die Schifffahrt nur wenig behindert wird.